# Travisia profundi
Travisia profundi är en ringmaskart som beskrevs av Chamberlin 1919. Travisia profundi ingår i släktet Travisia och familjen Opheliidae.
Artens utbredningsområde är havet kring Nya Zeeland. Inga underarter finns listade i Catalogue of Life.